# Летающая тарелка (здание)
«Летающая тарелка» (укр. Літаюча тарілка) — здание в Киеве (Украина), расположенное на Лыбедской площади в Голосеевском районе, по адресу улица Антоновича, 180. Построено в 1971 году по проекту киевских архитекторов Ф. И. Юрьева и Л. В. Новикова. Образец архитектуры второй волны советского модернизма. Здание подведомственно Украинскому институту научно-технической экспертизы и информации и Государственной научно-технической библиотеке Украины.

## История
В соответствии с решением Киевского горисполкома № 1611 от 29.10.1963 г., участок по ул. Горького, 180 на месте заброшенной промышленной застройки был отведен Государственному комитету Совета Министров УССР по координации научно-исследовательских работ для строительства лабораторного корпуса Института технической информации. Предыдущая застройка была снесена, а 1 апреля 1964 г. городское Управление по делам строительства и архитектуры издало архитектурно-планировочное задание на новое строительство. С учётом этой задачи в августе 1964 г. была подготовлена концепция архитектурного проекта здания Института технической информации. Проект выполнял институт Киевпроект, его авторами были архитекторы Ф. И. Юрьев и Л. В. Новиков, инженеры А. Печенов, В. Коваль и другие
Строительство лабораторного корпуса института началось в 1964 г. Это были времена чрезвычайного роста общественного внимания к прогрессу в науке и технике. Громкие успехи физики, химии, вычислительной техники, невиданных ранее технологий внушали надежду на всесилие научно-технической революции и её быстрое прикладное воплощение, на достижение всеобщего счастья и достатка. Безграничный энтузиазм вызвали первые космические полеты. Вспыхнул интерес к произведениям научной фантастики, авторы которых изображали яркие картины близкого светлого будущего, пытались представить себе технические устройства, дома, города следующих десятилетий. Очевидно, именно на волне таких настроений формировалось объемно-пространственное решение небоскреба в конце ул. Горького, назначение которого (размещение служб научно-технической и патентной информации) как раз знаменовало неустанное продвижение научно-технической революции.

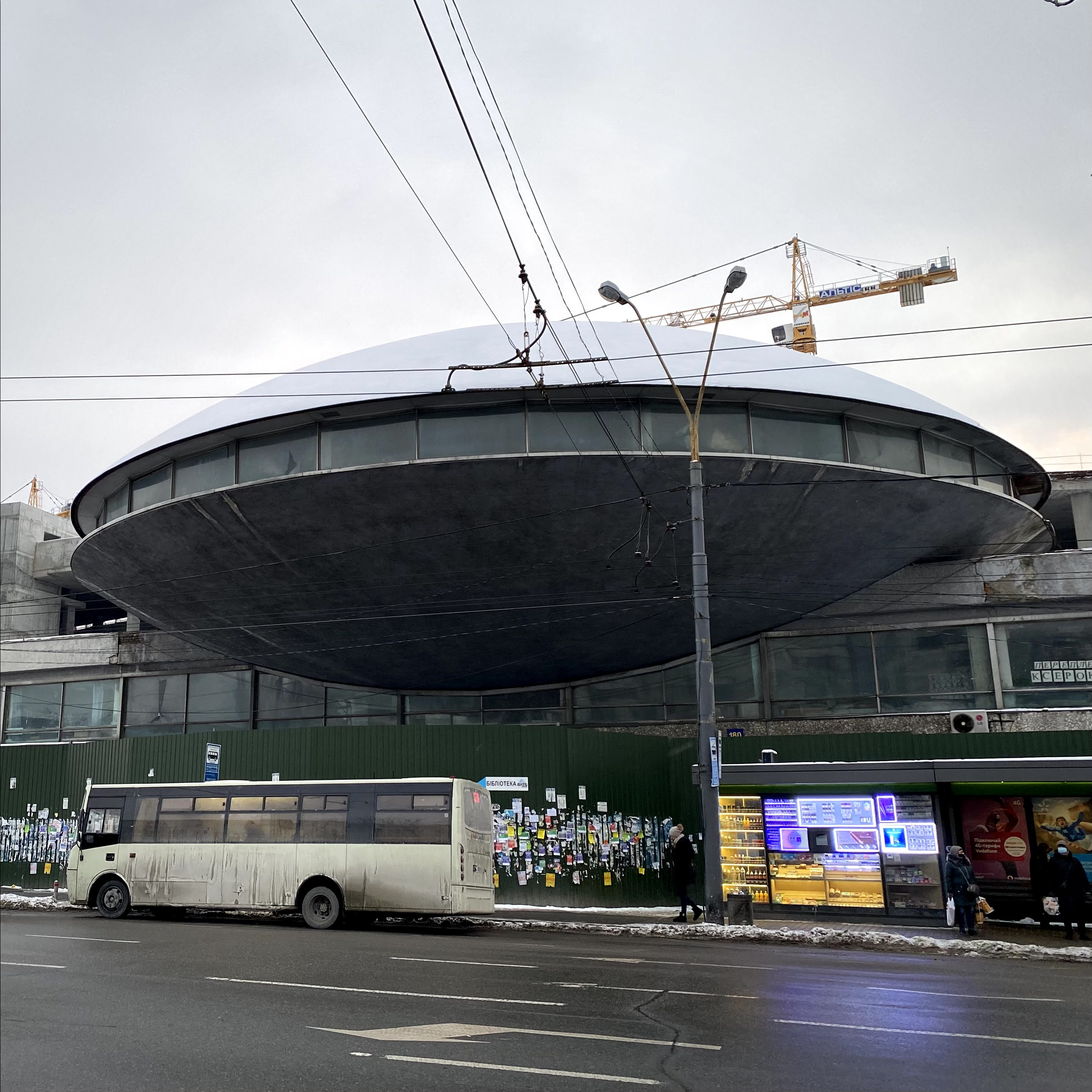

Композиция здания соединила три разновеликих объёма: продолговатое 2-этажное сооружение, высотную 16-этажную часть, кинолекционный зал; для обеспечения независимой работы конструкций части отделены друг от друга осадочными швами. При этом двухэтажный объём был предназначен для республиканской научно-технической библиотеки с книгохранилищем на 1 млн единиц хранения и четырьмя читальными залами (сложный рельеф позволил также устроить цокольный этаж с производственными помещениями). В высотной части разместились справочно-информационный фонд, офисы и отраслевые лаборатории института. Оформление фасадов базировалось на четком сочетании штукатурки и остекленной поверхности. В общем рациональном решении фасадов добавлен «рукотворный» элемент: на уровне первого этажа продолговатого горизонтального объёма был размещен ряд барельефов из белого архитектурного бетона. Общее количество плит с барельефами, равномерно расположенными вдоль фасада, — девять. На них в символических образах показаны разные области человеческой деятельности (физика, химия, кибернетика, биология, энергетика, промышленность, освоение космоса и т. п.). Барельефы имеют общее композиционное решение: профильные изображения идеализированных фигур юношей или девушек вписаны в квадратный формат вроде античных метоп. Упругие позы персонажей в тесном контуре плит производят впечатление мощной скрытой энергии. Автором барельефов был известный украинский скульптор Б. С. Довгань.
Решение здания с сочетанием вертикального, горизонтального и линзообразного объёмов отмечено очевидным влиянием творчества одного из ведущих мировых архитекторов XX века Оскара Нимейера, в частности, спроектированного им Дворца Национального конгресса Бразилии (г. Бразилиа, 1960 г.).
«Изюминкой» архитектурного произведения стал объём кинолекционного зала, напоминающий исполинскую двояковыпуклую линзу диаметром 34,28 м — так называемая «летающая тарелка». При этом нижний железобетонный сегмент через систему радиально-кольцевых балок опирается на шесть колонн, по которым давление передается через все этажи на фундамент — монолитную железобетонную ребристую плиту толщиной 1,15 м. Верхний сегмент является покрытием зала; он сварен из металлических панелей и опирается на 12 железобетонных колонн по наружному кольцу верхнего сегмента. Подвесной потолок имеет специальные поворотные устройства для акустической настройки зала. Интерьер кинолекционной аудитории на 519 мест, которая в настоящее время используется также как конференц-зал, украшен росписью на темы достижений науки и техники.
Изображение «дома будущего», строительство которого было завершено в 1971 г., появились в иллюстрированных путеводителях по городу, на почтовых открытках. Этот объект послужил моделью для художников — певцов нового Киева. Ещё в пояснительной записке к проекту было отмечено, что «композиционно в застройке площади здание лабораторного корпуса института является доминирующим, хорошо просматривающимся со всех возможных подъездов к площади».
Благодаря рельефу местности монументальная постройка высотой 60 м и объёмом более 70 тыс. м³ определённо воспринималась со стороны Демеевки и железнодорожного полотна, будто визуально открывая для окрестностей главную часть современного города. Впоследствии площадь была окружена другими зданиями.
В 2018 г. производился ремонт сплошных стеклянных окон высотной части, однако обновленная фактура не повлияла на первоначальное архитектурно-пространственное решение. В июле 2020 г. силами и средствами архитектора Виталия Молочко и меценатского проекта «Украинская скрипка 1000 лет» была отремонтирована крыша купола (выпуклой линзы) «Летающей тарелки», что спасло от угрозы разрушения всего здания. Вместе с тем, для здания существует опасность потери доминирующего состояния в застройке площади, уничтожении её архитектурных особенностей. Это связано с развитием коммерческого комплекса, прилегающего к нему с юго-запада.
В начале 1960-х Ф. И. Юрьев работал над «синтезом искусств», идея которого заключалась в изменении восприятия звука благодаря правильной передаче света. В основе сооружения разместили железобетонную линзу с металлическим куполом, что создало совершенную акустику в сферическом зале запланированного светомузыкального театра.

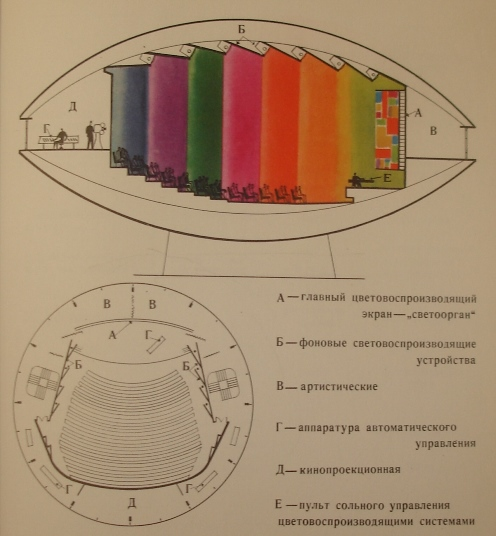
Проект светомузыкального театра

Находящийся в тарелке конференц-зал имеет уникальную акустику, позволяет услышать весь диапазон частот человеческого голоса и музыкальных инструментов. По замыслу автора в зале должны были проходить концерты. Вместо этого там обустроили кинолекционный зал библиотеки.
«Тарелка» построена как 3-й этаж, размещенный над длинным 150-метровым 2-этажным зданием. По словам Юрьева, опоры конструкции специально были спрятаны, чтобы всем казалось, будто «тарелка» висит в воздухе.
За проект «тарелки» Юрьев был награждён премией Госстроя СССР «За новаторство в архитектуре» — 16000 рублей.
Однако руководство решило разместить там Институт научно-технической информации, основанный в 1958 году, долгое время не имевший помещения, а также архив КГБ и Коммунистической партии Украины.
В 1990-е здание начало приходить в упадок, фасад облущивался, коммуникации выходили из строя, помещения пустели, не хватало денег на ремонтные работы. В 2012 году руководство института решило передать здание Фонда государственного имущества.

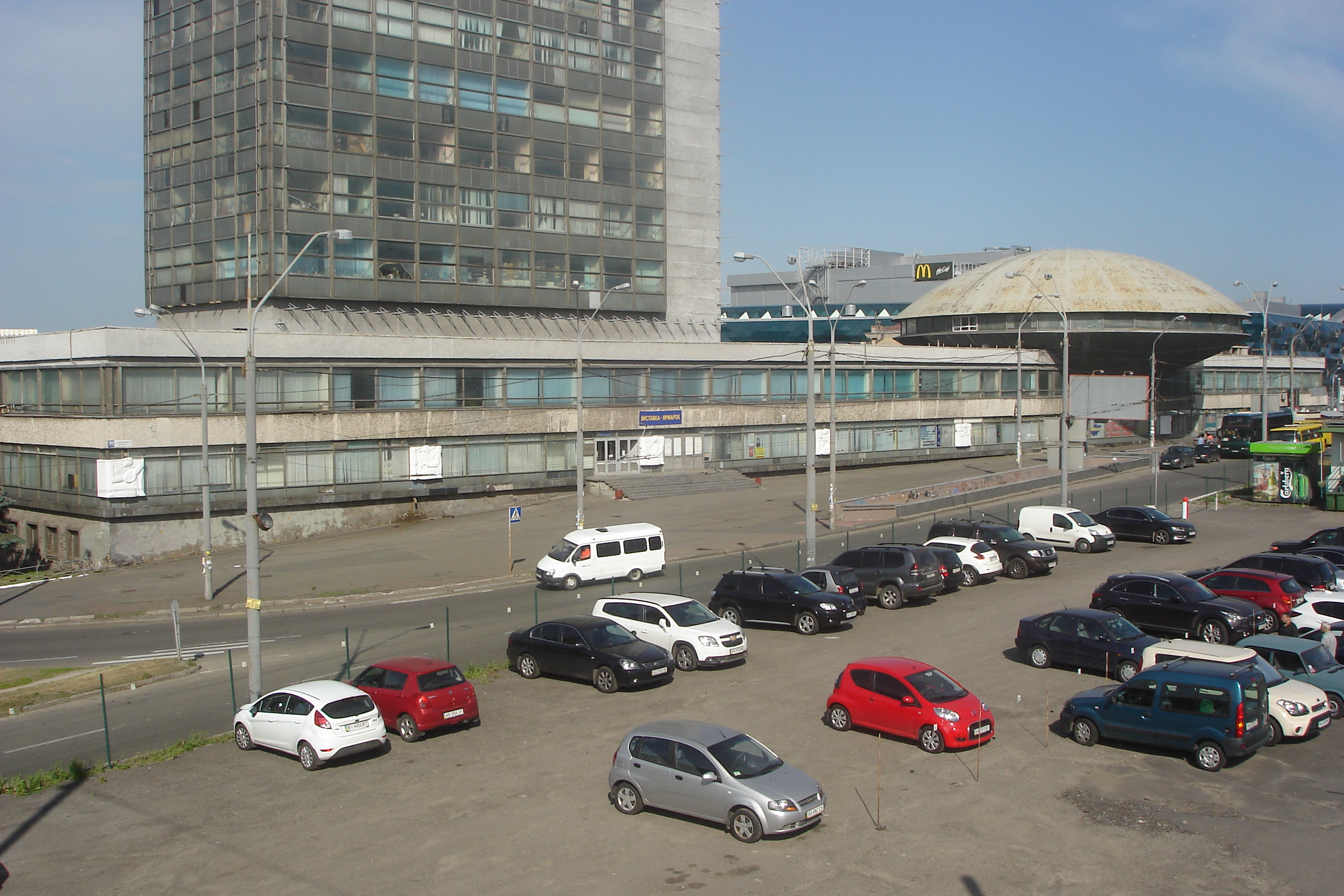

В 2015 году появились планы постройки нового торгового центра «Ocean Mall» на месте снесенного хладокомбината вплотную к зданию, а по некоторым планам, поглощая его. Половину здания УкрИНТЭИ, где находится «тарелка», столичные власти отдали в аренду частной компании сроком на 20 лет с правом автоматической пролонгации и реконструкции.
Культурное сообщество привлекает внимание к проблеме. В частности, «тарелка» стала главной локацией биеннале «Киевский Интернационал», проводившейся Центром визуальной культуры. Для защиты модернистских памятников была создана инициатива #savekyivmodernism. К процессу присоединился и сам создатель «тарелки» Флориан Юрьев, написав открытое письмо с требованием прозрачного процесса реконструкции. Борьбе за сохранение здания и личности его создателя посвящены документальные фильмы режиссёра Алексея Радинского «Цвет фасада синий» и «Бесконечность по Флориану».
В июле 2020 года началось восстановление покрытия на крыше строения. В октябре Министерство культуры и информационной политики внесло здание в реестр памятников архитектуры и монументального искусства.
Венский Архитектурный центр относит «тарелку» к выдающимся европейским архитектурным проектам.